# 에스토니아 농구 국가대표팀
에스토니아 농구 국가대표팀(에스토니아어: Eesti korvpallikoondis)은 에스토니아를 대표하여 국가대항전에 참가하는 농구 국가대표팀으로 에스토니아 농구 협회에 의해 운영된다.
에스토니아는 1939년 이후 소련에 합병되어 국가대표팀의 활동이 정지되었다. 이후 1991년 에스토니아가 독립하면서 당시 활동을 재개했다.